# چارلز کورور
چارلز جورج رینیر کورور (زاده ۱۶ ژانویه ۱۹۳۶ – درگذشته ۱۰ نوامبر ۲۰۲۰) داور فوتبال هلندی بود.

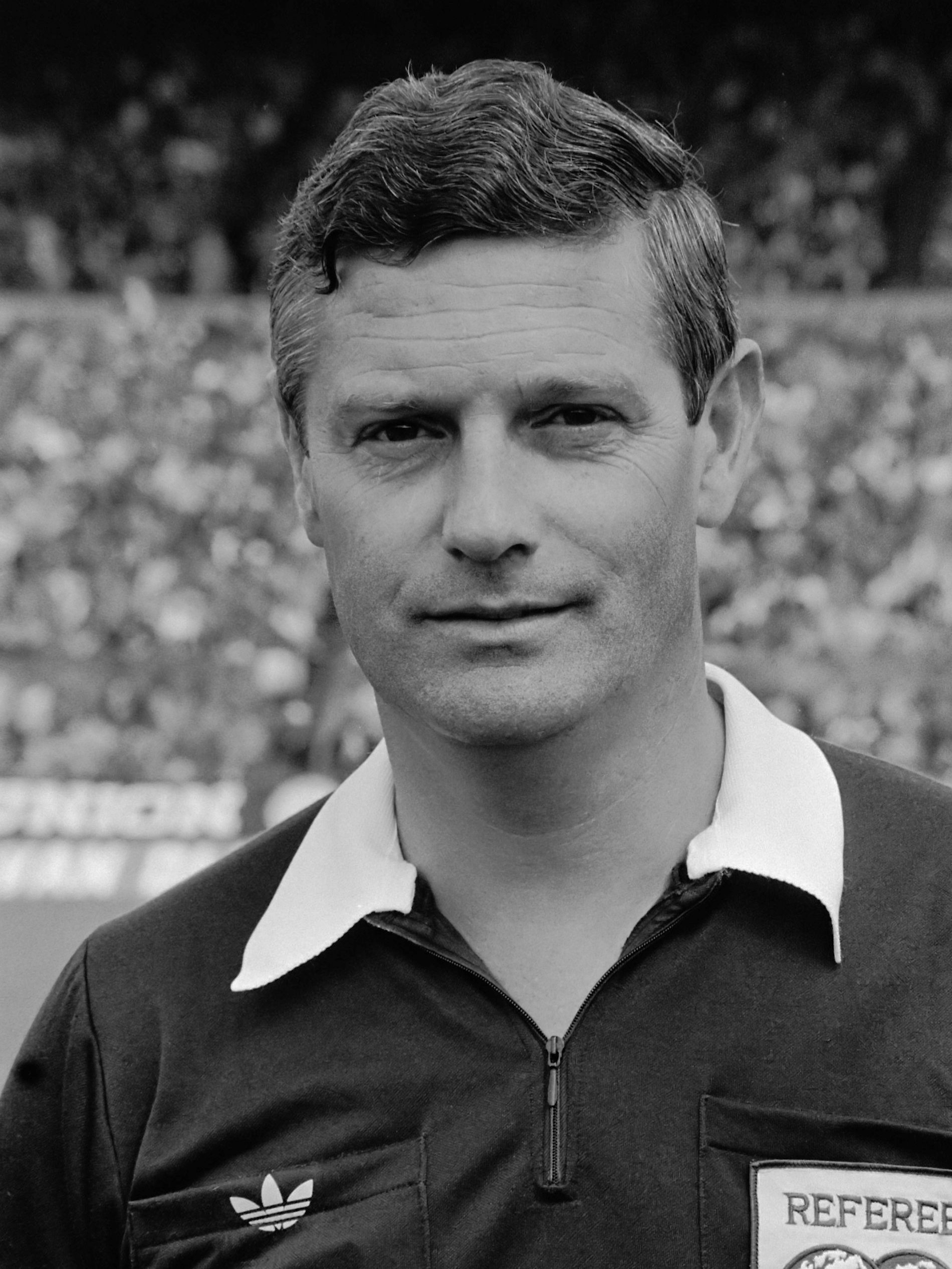
چارلز کورور (۱۹۸۰)

## حرفه
او دو بار توسط ملکه هلند و اتحادیه فوتبال سلطنتی هلند نشان اورنج ناسائو دریافت کرده‌است.
او نیمه نهایی جام جهانی ۱۹۸۲ بین آلمان غربی و فرانسه در سویل، اسپانیا را قضاوت کرد،
کورور دو جام جهانی و دو جام ملت‌های اروپا را قضاوت کرد. او چهار فینال لیگ قهرمانان اروپا، ده نیمه نهایی و یک فینال را برای باشگاه‌های آرژانتین قضاوت کرد. بیش از ۱۴۰ مسابقه بین‌المللی و بیش از ۶۰۰ بازی ملی. پس از آخرین فینال خود (۱۹۸۳) در پرتغال، او به مدت ۲۲ سال ناظر اتحادیه فوتبال سلطنتی هلند و به مدت ۱۶ سال عضو کمیته انضباطی بود.